# Braunlage
Braunlage (en allemand : /bʁaʊ̯nˈlaːɡə/ ? Écouter [Fiche]) est une ville du Nord de l'Allemagne, appartenant au Land de Basse-Saxe et plus précisément dans l'arrondissement de Goslar. Située dans les montagnes du Harz à plus de 600 m d'altitude, elle est réputée par sa station climatique et aussi pour sa station de sports d'hiver.

## Géographie
Braunlage se trouve au pied sud du massif du Brocken, au cours amont de la rivière Bode (Warme Bode), entourée par le parc national du Harz au nord et à l'ouest. Le point le plus haut du territoire communal est le sommet du Wurmberg à 971 m d'altitude.

### Quartiers
Le territoire urbain englobe trois quartiers :
- Braunlage ;
- Hohegeiß ;
- Saint-Andreasberg.

## Histoire
| Appartenances historiques Comté de Blankenburg 1227-1707 Principauté de Blankenburg 1707-1807 Royaume de Westphalie 1807-1813 Duché de Brunswick 1815-1918 République de Weimar 1918-1933 Reich allemand 1933-1945 Allemagne occupée 1945-1949 Allemagne 1949-présent |

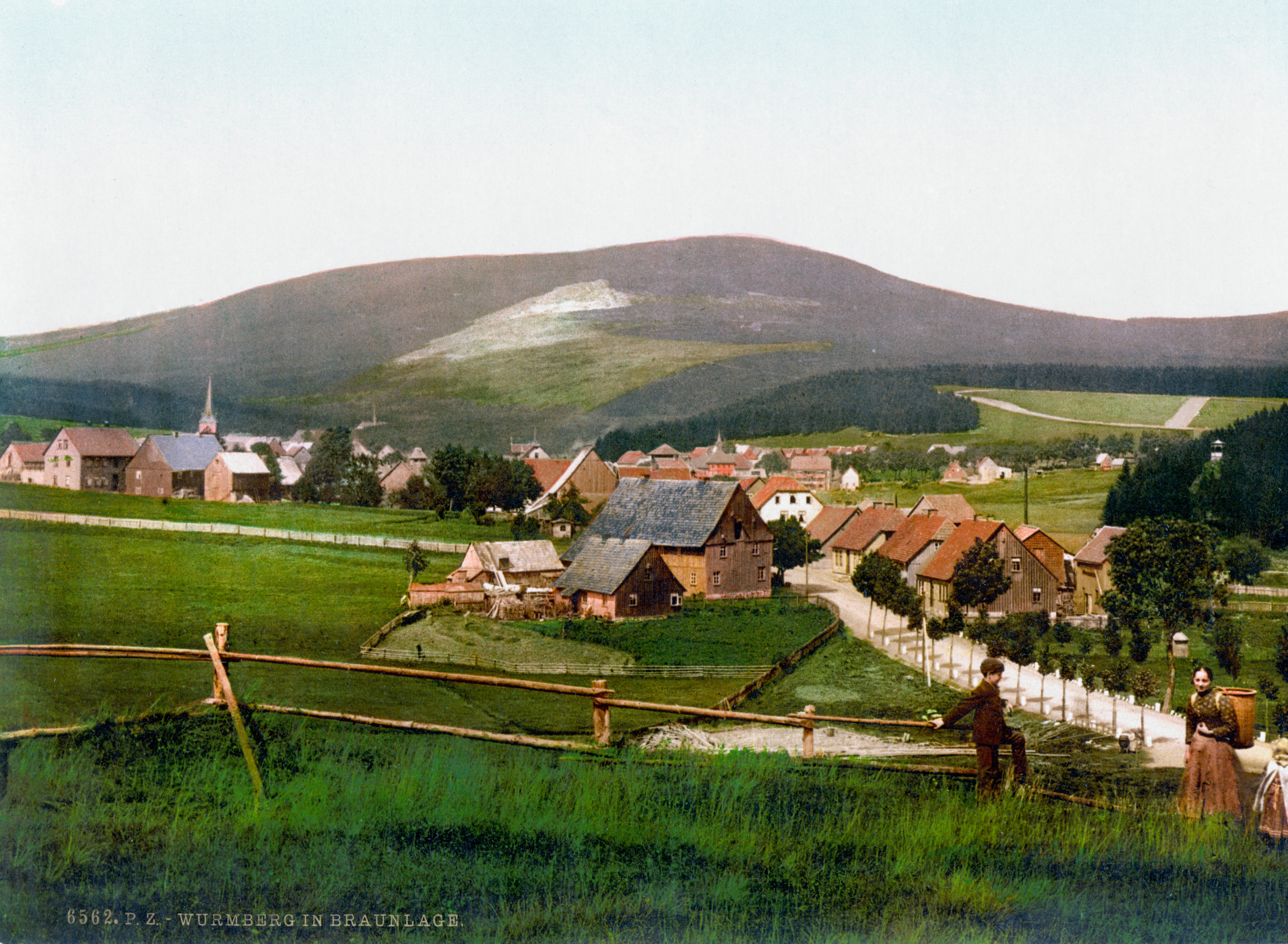
Vue sur Braunlage vers l'an 1900.

L'endroit reculé fut déboisé et peuplé au XIIIe siècle. Le lieu de Brunla est mentionné pour la première fois en 1227 ; à cette époque, les domaines faisaient partie de la propriété rurale des comtes de Blankenburg. Lorsque la branche mâle des Blankenburg s'éteignit en 1599, le territoire passa à la principauté de Brunswick-Wolfenbüttel.
Au XVIIe siècle, Braunlage bénéficiait du statut de Marktgemeinde avec le droit de tenir marché. L'implantation des locaux administratifs aux usines sidérurgiques eut lieu en 1658. Le tourisme organisé a commencé avec la construction de chemins de fer à voie étroite du Harz (Harzer Schmalspurbahnen) à la fin du XIXe siècle. Le raccordement ferroviaire a également servi à  l'industrie du bois et à une carrière de granite sur les pentes du Wurmberg.
La commune faisait partie du duché de Brunswick de 1815 à 1918, puis de l'État libre de Brunswick. En 1934, elle a reçu le statut d'une ville. Durant la Guerre froide, Braunlage était située directement à la frontière interallemande.

## Personnalités liées à la commune
- Jan Dawid Holland : compositeur (1746-1827) né à Saint-Andreasberg ;
- Wilhelm Brandes : écrivain (1854-1928) né à Braunlage ;
- Peter Scharff (de) : chimiste (1957-) né à Braunlage ;
- Angela Gorr (de) : politique (1957-) née à Braunlage ;
- Kerstin Weule : triathlète (1966-) née à Braunlage ;
- Thomas Gropper (de) : baryton (1969-) né à Braunlage.

## Jumelage
- Touques (France) depuis 2011